# Anna Gavalda
Anna Gavalda (Boulogne-Billancourt, 9 de diciembre de 1970) es una escritora  y periodista francesa.

## Biografía
Señalada por la revista Voici como una descendiente lejana de Dorothy Parker, Anna Gavalda nació en un barrio de clase alta de París.
En 1992 ganó el Premio France Inter con La plus belle lettre d'amour (La carta de amor más hermosa). Mientras trabajaba como periodista, publicó una colección de relatos cortos en 1999 con el título de Je voudrais que quelqu'un m'attende quelque part (Quisiera que alguien me esperara en algún lugar), que tuvo un gran éxito de crítica y ventas. Vendió 700.000 ejemplares en Francia y ganó el Grand Prix RTL-Lire en el año 2000. El libro ha sido traducido a diecinueve idiomas.
Su novela Je l'aimais (La amaba) fue publicada en Francia en febrero del 2002, y la consagró a nivel internacional al ser un éxito de ventas en 21 países. Ese mismo año publicó la novela juvenil 35 kilos d'espoir (35 kilos de esperanza), que escribió para rendir tributo a aquellos de sus estudiantes que no rendían en la escuela y que sin embargo eran una gente fantástica.
Publicada en 2004, la novela Ensemble, c'est tout (Juntos, nada más) trata sobre las vidas de cuatro personas que viven en un apartamento: una joven artista que trabaja de limpiadora por la noche, un aristócrata peculiar y sociópata y un cocinero y su abuela. Fue otro éxito de ventas en Francia. Se realizó una película basada en la novela.
Divorciada y madre de dos hijos, Anna reside en la ciudad de Melun, Seine-et-Marne, a unos 50 km al sudeste de París. Además de escribir novelas, colabora en la revista Elle.
En marzo de 2018 Anna Gavalda apareció en los medios africanos como finalista de la edición 2017 de los Grandes Premios de las Asociaciones Literarias (categoría Bellas-letras), con su libro titulado Fendre l'armure.

## Obras

### Libros de relatos
- Quisiera que alguien me esperara en algún lugar (Je voudrais que quelqu'un m'attende quelque part, 1999), trad. de Isabel González-Gallarza, publicada por Espasa en 2001 y por Seix Barral en 2005.
- A corazón abierto (Fendre l'armure, 2017), recopilación de 7 novelas cortas, publicada por Seix Barral en 2018.

### Novelas
- La sal de la vida (L'Échappée belle, 2001), trad. de Isabel González-Gallarza, publicada por Seix Barral en 2010.
- La amaba (Je l'aimais, 2002), trad. de Isabel González-Gallarza, publicada por Seix Barral en 2004.
- Juntos nada más (Ensemble, c'est tout, 2004), trad. de Isabel González-Gallarza, publicada por Seix Barral en 2004.
- A sus buenos corazones (À leurs bons cœurs, 2005). No publicada en castellano.
- El consuelo (La Consolante, 2008), trad. de Isabel González-Gallarza, publicada por Seix Barral en 2008.
- Billie (Billie, 2013), publicada por Seix Barral en 2014.
- Una vida mejor (Des vies en mieux, 2016), publicada por Seix Barral en 2016.[3]

### Novela juvenil
- 35 kilos de esperanza (35 kilos d'espoir, 2002), trad. de Isabel González-Gallarza, publicada por Alfaguara Juvenil en 2007.

### Novelas cortas
- Los que saben, entenderán (Ceux qui savent comprendront, 2000). No publicada en castellano.
- Desorden y sentimientos (Désordre et sentiments, 2010). No publicada en castellano.